# Nigerian Air Force
La Nigerian Air Force, internazionalmente nota anche con la sigla NAF e tradotta in lingua italiana come Forza aerea nigeriana, è l'attuale aeronautica militare della Nigeria e parte integrante delle forze armate nigeriane.

## Storia
La Nigerian Air Force venne formalmente istituita il 18 aprile 1964 tramite l'Air Force Act 1964 redatto dal Parlamento nigeriano. Come da un sunto della legge che la istituiva, alla nuova forza aerea venne dato il compito di difendere lo spazio aereo nazionale e di formare il personale di terra e di volo. In Nigeria l'attenzione creatasi attorno alla nascita ed allo sviluppo della NAF negli anni seguenti le fece conoscere popolarmente come "The pride of the nation" (l'orgoglio della nazione).
Il 15 ottobre 2019 la NAF arruolò la sua prima pilota donna di jet da combattimento, il luogotenente Kafayat Sanni e la prima pilota donna di elicotteri, il luogotenente Tolulope Arotile.

## Aeromobili in uso
Sezione aggiornata annualmente in base al World Air Force di Flightglobal del corrente anno. Tale dossier non contempla UAV, aerei da trasporto VIP ed eventuali incidenti accorsi durante l'anno della sua pubblicazione. Modifiche giornaliere o mensili che potrebbero portare a discordanze nel tipo di modelli in servizio e nel loro numero rispetto a WAF, vengono apportate in base a siti specializzati, periodici mensili e bimestrali. Tali modifiche vengono apportate onde rendere quanto più aggiornata la tabella.
La forza aerea è stata decisamente potenziata nel periodo 2015-20, con 21 nuovi mezzi e la rimessa in efficienza di altri 20, oltre all'inglobamento di altri 11 mezzi di diversa provenienza da enti nazionali.
| Aeromobile                           | Origine          | Tipo                                          | Versione (denominazione locale) | In servizio (2024) | Note | Immagine |
| Aerei da combattimento               |                  |                                               |                                 |                    | |          |
| Chengdu F-7                          | Cina             | aereo da caccia                               | F-7NI                           | 8                  | 12 F-7NI e 3 FT-7NI ordinati nel 2005 e consegnati tra il 2009 e metà del 2010. Quattro esemplari (di cui uno biposto) persi tra il 2011 e il 2015. Ulteriori 2 esemplari (un monoposto ed un biposto) sono andati persi il 28 settembre 2018. Un ulteriore biposto perso il 14 luglio 2023. |          |
| Joint Fighter JF-17 Thunder          | Cina Pakistan    | caccia multiruolo                             | JF-17                           | 3                  | 3 ordinati nel 2018. Il primo esemplare consegnato il 21 marzo 2021, l'ultimo il 29 aprile dello stesso anno. |          |
| Dassault-Dornier Alpha Jet           | Francia Germania | aereo d'attacco al suoloconversione operativa | Alpha Jet AAlpha Jet E          | 8                  | 12 Alpha Jet E consegnati nel 1981-1982, 12 Alpha Jet A consegnati nel 1985-1986. Nel 2011 i residui 13 esemplari sono stati sottoposti ad un programma di aggiornamento, mentre 4 velivoli di seconda mano acquistati dalla statunitense Air USA inc. vengono impiegati per l'addestramento. Un esemplare è stato perso il 31 marzo 2021. Un ulteriore esemplare è stato perso il 18 luglio 2021. Ulteriori 12 Alpha Jet E ex Armée de l'Air et de l'Espace acquistati il 4 dicembre 2024, di cui sei saranno aggiornati e sei serviranno come fonte per parti di ricambio. |          |
| Embraer A-29 Super Tucano            | Brasile          | COIN                                          | A-29B                           | 12                 | 12 A-29B sono stati ordinati a Sierra Nevada nel 2018, con dotazione anche di armi a guida laser, i primi sei dei quali sono stati consegnati il 29 luglio 2021, ed immessi in servizio il 31 agosto dello stesso anno. |          |
| Impieghi speciali                    |                  |                                               |                                 |                    | |          |
| ATR 42 Surveyor                      | Italia           | Aereo da pattugliamento marittimo             | ATR 42MP-500                    | 1                  | 2 consegnati nel 2009-2010. |          |
| Diamond DA62                         | Austria          | aereo da sorveglianza                         | DA62                            | 4                  | 4 DA62 ordinati nel 2021, i primi due dei quali consegnati tra il febbraio ed il luglio 2023, e gli ultimi due nell'ottobre successivo. |          |
| Diamond DA42                         | Austria          | aereo da sorveglianza                         | DA42                            | 1                  | |          |
| Dornier Do 228                       | Germania         | aereo da osservazione                         | Do 228-100/200                  | 2                  | 6 acquistati nel 1996 per il monitoraggio delle frontiere. |          |
| Cessna Citation CJ3                  | Stati Uniti      | aereo da pattugliamento marittimo             | CJ3                             | 2                  | 2 CJ3 da pattugliamento marittimo ordinati. Entrambi gli aerei sono stati consegnati nell'aprile del 2021. |          |
| Beechcraft King Air 360              | Stati Uniti      | aereo da ricognizione                         | B360ER                          | 2                  | 2 B360ER ordinati a ottobre 2022, con il primo consegnato a novembre 2023 ed il secondo a maggio 2024. |          |
| Aeromobili a pilotaggio remoto - UAV |                  |                                               |                                 |                    | |          |
| Bayraktar TB2                        | Turchia          | UAV                                           | TB2                             | 6                  | 6 TB2 e due stazioni di controllo a terra ordinati. Secondo altre fonti, a gennaio 2025, l'Esercito avrebbe ordinato 43 TB2 in totale. |          |
| CASC CH-3                            | Cina             | UAV                                           | CH-3                            | 4                  | 5 acquistati nel 2014, insieme a 30 missili a guida laser AR-1, uno dei quali è stato perso nel gennaio 2015. Ulteriori 8 esemplari sono stati acquistati ad ottobre 2020. |          |
| CAIG Wing Loong II                   | Cina             | UAV                                           | Wing Loong II                   | 4                  | 8 Wing Loong II ordinati, i primi 4 consegnati a novembre 2020. |          |
| Aerei da trasporto                   |                  |                                               |                                 |                    | |          |
| Lockheed C-130 Hercules              | Stati Uniti      | Aereo da trasporto                            | C-130H-30                       | 2                  | 6 C-130H consegnati nel 1975-1976, 5 dei quali revisionati nel 2003, stoccati in magazzino (uno andò perso nel 1992). Nel 2018 erano operativi solo i 3 C-130H-30 acquistati nel 1985 ed aggiornati nel 2013-2015. |          |
| Dornier 128 Turbo Skyservant         | Germania         | Aereo da trasporto                            | Do 128                          | 11                 | 20 tra Do-128-100/200 e Do-228-100/200 acquistati tra il 1984 ed il 1988. |          |
| Alenia G.222                         | Italia           | Aereo da trasporto                            | G.222                           | 1                  | 5 G-222 consegnati nel 1984-1985, ammodernati tra il 2006 ed il 2008 con assistenza italiana comprendente anche un ex esemplare dell'AM, di questi, solo 2 hanno ricevuto un nuovo ammodernamento nel 2013. |          |
| Boeing 737                           | Stati Uniti      | aereo da trasporto VIP                        | B737-500B737-700                | 1                  | 1 Boeing 737-500 ex-SAS consegnato nel 2013. 1 Boeing 737-700 in carico alla Presidential Air Fleet ed allestito per il trasporto VIP. \|\| |          |
| Beechcraft King Air 350              | Stati Uniti      | aereo da trasporto VIP                        | B350i                           | 2                  | 4 consegnati ed utilizzati per il trasporto VIP. Un esemplare è stato perso il 21 febbraio 2021. Un ulteriore esemplare è stato perso il 21 maggio 2021. |          |
| Cessna Citation 550                  | Stati Uniti      | aereo da trasporto VIP                        | Ce550                           | 1                  | 1 Cessna 550, in carico alla Presidential Air Fleet ed allestito per il trasporto VIP. |          |
| Dassault Falcon 900                  | Francia          | aereo da trasporto VIP                        | Falcon 900                      | 1                  | 1 Falcon 900 in carico alla Presidential Air Fleet ed allestito per il trasporto VIP. |          |
| Gulfstream G550                      | Stati Uniti      | aereo da trasporto VIP                        | G550                            | 1                  | 1 G550 in carico alla Presidential Air Fleet ed allestito per il trasporto VIP. |          |
| Dassault Falcon 7X                   | Francia          | aereo da trasporto VIP                        | Falcon 7X                       | 2                  | 2 Falcon 7X in carico alla Presidential Air Fleet ed allestito per il trasporto VIP. |          |
| IPTN CN-235                          | Indonesia Spagna | Aereo da trasporto                            | CN-235-220                      | 0                  | 4 CN-235-220 ordinati a febbraio 2024. |          |
| Aerei da addestramento               |                  |                                               |                                 |                    | |          |
| Aero L-39 Albatros                   | Rep. Ceca        | Aereo da addestramentoCOIN                    | L-39ZA                          | 11                 | 24 consegnati tra il 1985 e il 1987, sette andati persi a partire dal 1989. |          |
| Aermacchi MB-339                     | Italia           | Aereo da addestramento                        | MB-339AN                        | 6                  | 12 consegnati dal 1985, 6 operativi e 6 immagazzinati all'ottobre 2018. |          |
| Leonardo Velivoli M-346 Master       | Italia           | Aereo da addestramentoaereo d'attacco leggero | M-346FA                         | 0                  | 24 M-346FA ordinati il 27 maggio 2023, con consegne suddivise in quattro lotti da sei aerei, e previste a partire dal 2024. |          |
| Van's Aircraft RV-6 Air Bettle       | Stati Uniti      | aereo da addestramento basico                 | RV-6A                           | 60                 | 60 esemplari ricevuti tra il 1989 ed il 1997. |          |
| MFI-395 Super Mushshak               | Pakistan         | aereo da addestramento basico                 | MFI-395                         | 10                 | 10 ordinati e tutti consegnati. |          |
| Elicotteri                           |                  |                                               |                                 |                    | |          |
| AgustaWestland AW109                 | Italia           | Elicottero utilityelicottero multiruolo       | AW-109EAW-109LUHAW109 Power     | 952                | 8 AW-109E consegnati ed utilizzati per attività addestrativa e di sorveglianza (3 dei quali persi tra il 2007 e il 2012), seguiti nel 2010-2012 da 5 AW-109LUH multiruolo. 4 ulteriori AW109E consegnati a coppie ad aprile e maggio del 2019. Ulteriori 2 AW109 Power sono stati consegnati all'inizio del 2020. |          |
| AgustaWestland AW101                 | Italia           | elicottero da trasporto VIP                   | AW101                           | 2                  | 2 consegnati tra il 2015 ed il 2016. |          |
| AgustaWestland AW139                 | Italia           | SAR                                           | AW139                           | 1                  | Consegnati tra il 2006 ed il 2009. |          |
| AgustaWestland AW189                 | Italia           | elicottero da trasporto VIP                   | AW189                           | 2                  | 2 AW189 allestiti per il trasporto VIP, ordinati a fine 2020 per la Presidential Air Fleet.. Il primo elicottero (5N-FG2) è stato consegnato il 10 settembre 2021, il secondo (5N-FG1) il 13 novembre 2021. |          |
| Eurocopter EC 135                    | Unione europea   | elicottero utility                            | EC-135T2                        | 3                  | 3 EC-135T2 ex Nigerian National Petroleum Corporation (NNPC) ricevuti tra il 2008 e il 2011. Non più in condizioni di volo, riattivati a partire dal 2016. |          |
| Aérospatiale AS 332 Super Puma       | Francia          | Elicottero utility                            | AS 332M1                        | 5                  | 8 consegnati tra il 1988 ed il 1990. |          |
| Mil Mi-17 Hip                        | Russia           | elicottero multiruolo                         | Mi-171ShMi-171E                 | 212                | 4 consegnati nel 2002-2003, più ulteriori 18 esemplari consegnati a partire dal 2014. Uno perso a gennaio 2018. Ulteriori 2 Mi-171E risultano consegnati, uno a febbraio 2020 ed un secondo al dicembre dello stesso anno. |          |
| Mil Mi-35 Hind                       | Russia           | Elicottero d'attacco                          | Mi-35P/MMi-35M                  | 185                | 26 Mi-24 di seconda mano acquistati tra il 2000 ed il 2014, 18 dei quali operativi all'ottobre 2018. Un ordine per ulteriori 6 Mi-35M (più 6 in opzione) è stato confermato in occasione del Salone AAD-2016 Africa Aerospace & Defence Expo. Uno dei 6 Mi-35M si è schiantato il gennaio 2019. |          |
| TAI T129 ATAK                        | Turchia          | Elicottero d'attacco                          | T-129B                          | 4                  | 6 T-129B ordinati a luglio 2022. Primi due esemplari consegnati il 1 novembre 2023. Seconda coppia di elicotteri consegnata il 3 settembre 2024. |          |
| Bell AH-1Z Viper                     | Stati Uniti      | elicottero d'attacco                          | AH-1Z                           | 0                  | 12 AH-1Z ordinati il 12 marzo 2024. |          |
| Bell 412                             | Stati Uniti      | elicottero utility                            | B-412EP                         | 2                  | |          |
| Mil Mi-34 Hermit                     | Russia           | Elicottero utility                            | Mi-34                           | 1                  | |          |

## Aeromobili ritirati

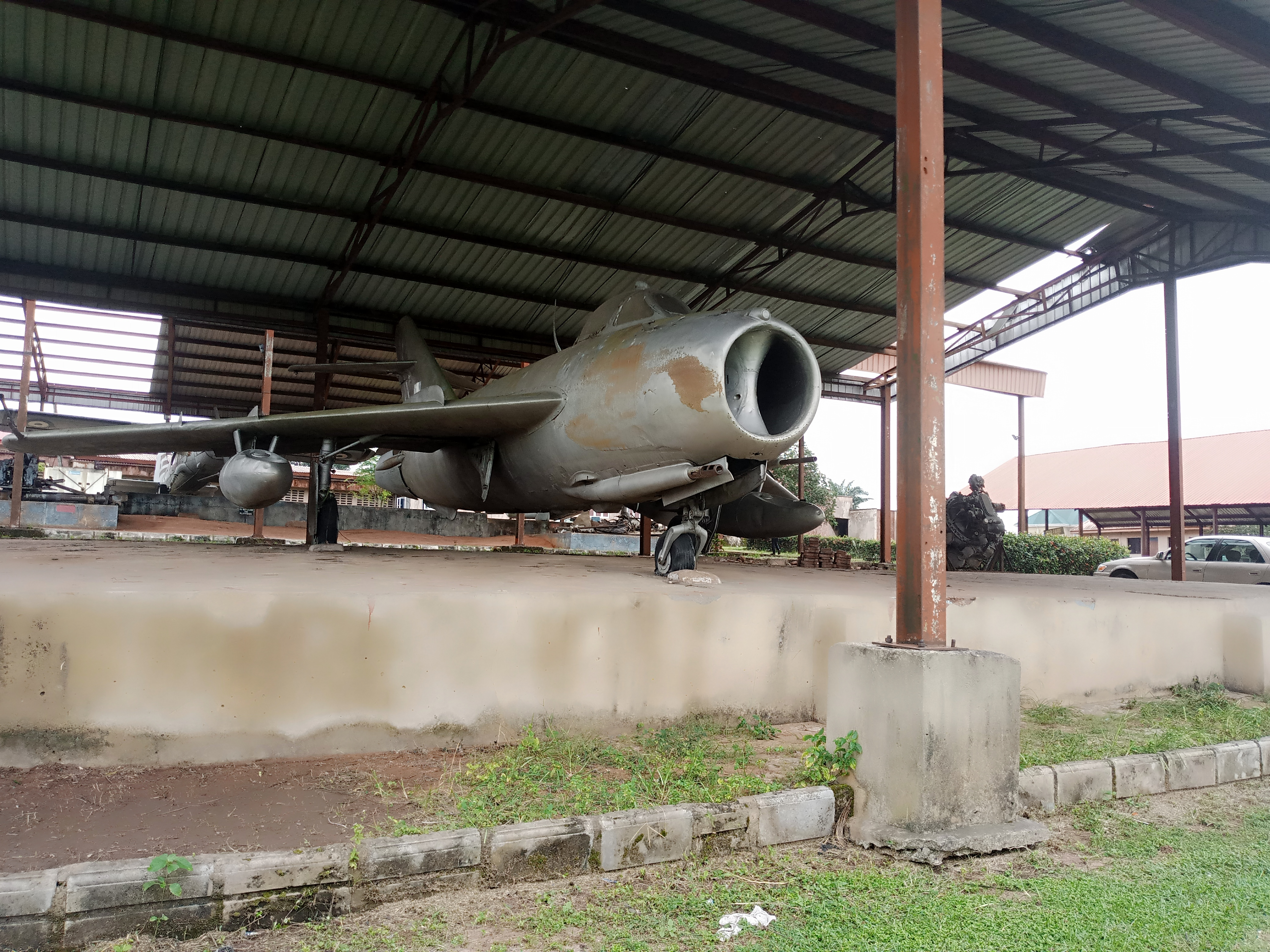
Il Mikoyan-Gurevich MiG-17 Fresco esposto al National War Museum di Umuahia.

- Chengdu FT-7NI - 3 esemplari (2008-2023)[10]
- Sepecat Jaguar SN - 13 esemplari (1984-1991)[71]
- Sepecat Jaguar BN - 5 esemplari (1984-1991)[71]
- Mikoyan-Gurevich MiG-21MF Fishbed - 25 esemplari (1975-1995)[72]
- Mikoyan-Gurevich MiG-21bis Fishbed - 13 esemplari (1985-1995)[72]
- Mikoyan-Gurevich MiG-21UM Mongol - 8 esemplari (1975-1995)[72]
- Scottish Aviation Bulldog
- Aero L-29 Delfin
- Mikoyan-Gurevich MiG-15 Fagot
- Mikoyan-Gurevich MiG-17 Fresco